# 蒙特克里斯托特里菲尼奥國家公園
14°26′31″N 89°19′32″W / 14.44194°N 89.32556°W
蒙特克里斯托特里菲尼奥國家公園是洪都拉斯的國家公園，位於該國西部，成立於1987年1月1日，面積54平方公里，有蜘蛛猴、食蟻獸、美洲狮、刺豚鼠、大嘴鳥等野生動物棲息。